# Diócesis de Malolos
La diócesis de Malolos (en latín: Dioecesis Malolosina, en inglés: Roman Catholic Diocese of Malolos y en tagalo: Diyosesis ng Malolos) es una circunscripción eclesiástica de la Iglesia católica en Filipinas. Se trata de una diócesis latina, sufragánea de la arquidiócesis de Manila, que tiene al obispo Dennis Cabanada Villarojo como su ordinario desde el 14 de mayo de 2019.

## Territorio y organización
La diócesis tiene 2672 km² y extiende su jurisdicción sobre los fieles católicos de rito latino residentes en la provincia de Bulacán en la región de Luzón Central y en la ciudad de Valenzuela, en la región de la Capital Nacional. 
La sede de la diócesis se encuentra en la ciudad de Malolos, en donde se halla la Catedral basílica de Nuestra Señora de la Inmaculada Concepción.
En 2019 en la diócesis existían 109 parroquias.

## Historia
La diócesis fue erigida el 25 de noviembre de 1961 con la bula Christifidelium consulere del papa Juan XXIII, obteniendo el territorio de la arquidiócesis de Manila.

## Estadísticas
De acuerdo al Anuario Pontificio 2020 la diócesis tenía a fines de 2019 un total de 3 799 900 fieles bautizados.
| Año                                                                             | Población            | Población | Población      | Sacerdotes | Sacerdotes    | Sacerdotes    | Bautizados por sacerdote | Diáconos permanentes | Religiosos | Religiosos | Parroquias |
| Año                                                                             | Bautizados católicos | Total     | % de católicos | Total      | Clero secular | Clero regular | Bautizados por sacerdote | Diáconos permanentes | Varones    | Mujeres    | Parroquias |
| ------------------------------------------------------------------------------- | -------------------- | --------- | -------------- | ---------- | ------------- | ------------- | ------------------------ | -------------------- | ---------- | ---------- | ---------- |
| 1970                                                                            | 637 888              | 688 620   | 92.6           | 77         | 68            | 9             | 8284                     |                      | 13         | 86         | 44         |
| 1980                                                                            | 1 083 734            | 1 276 158 | 84.9           | 92         | 89            | 3             | 11 779                   |                      | 3          | 163        | 51         |
| 1990                                                                            | 1 335 000            | 1 568 000 | 85.1           | 124        | 122           | 2             | 10 766                   |                      | 4          | 176        | 61         |
| 1999                                                                            | 2 760 800            | 3 780 000 | 73.0           | 184        | 184           |               | 15 004                   |                      |            | 485        | 84         |
| 2000                                                                            | 2 760 800            | 3 780 000 | 73.0           | 165        | 158           | 7             | 16 732                   |                      | 7          | 311        | 79         |
| 2001                                                                            | 2 170 107            | 2 411 230 | 90.0           | 208        | 201           | 7             | 10 433                   |                      | 7          | 286        | 92         |
| 2002                                                                            | 2 467 108            | 2 820 350 | 87.5           | 211        | 209           | 2             | 11 692                   |                      | 4          | 314        | 92         |
| 2003                                                                            | 2 467 108            | 2 820 350 | 87.5           | 225        | 223           | 2             | 10 964                   |                      | 4          | 329        | 96         |
| 2013                                                                            | 3 438 000            | 3 635 000 | 94.6           | 192        | 192           |               | 17 906                   |                      | 35         | 351        | 107        |
| 2016                                                                            | 3 625 000            | 3 831 000 | 94.6           | 198        | 198           |               | 18 308                   |                      | 49         | 326        | 108        |
| 2019                                                                            | 3 799 900            | 4 016 000 | 94.6           | 208        | 208           |               | 18 268                   |                      | 9          | 257        | 109        |
| Fuente: Catholic-Hierarchy, que a su vez toma los datos del Anuario Pontificio. |                      |           |                |            |               |               |                          |                      |            |            |            |

## Episcopologio
- Manuel Platon Del Rosario † (11 de diciembre de 1961-15 de diciembre de 1977 renunció)
- Cirilo Reyes Almario † (15 de diciembre de 1977 por sucesión-20 de enero de 1996 renunció)
- Rolando Joven Tria Tirona (14 de diciembre de 1996-28 de junio de 2003 nombrado prelado de Infanta)
- Jose Francisco Oliveros † (14 de mayo de 2004-11 de mayo de 2018 falleció)[3]
- Dennis Cabanada Villarojo, desde el 14 de mayo de 2019